# ليونيد كوزلوف
ليونيد كوزلوف هو مصمم رقص روسي، ولد في 1947.

## وصلات خارجية
- الموقع الرسمي